# Hermann von Hatzfeld (1603–1673)

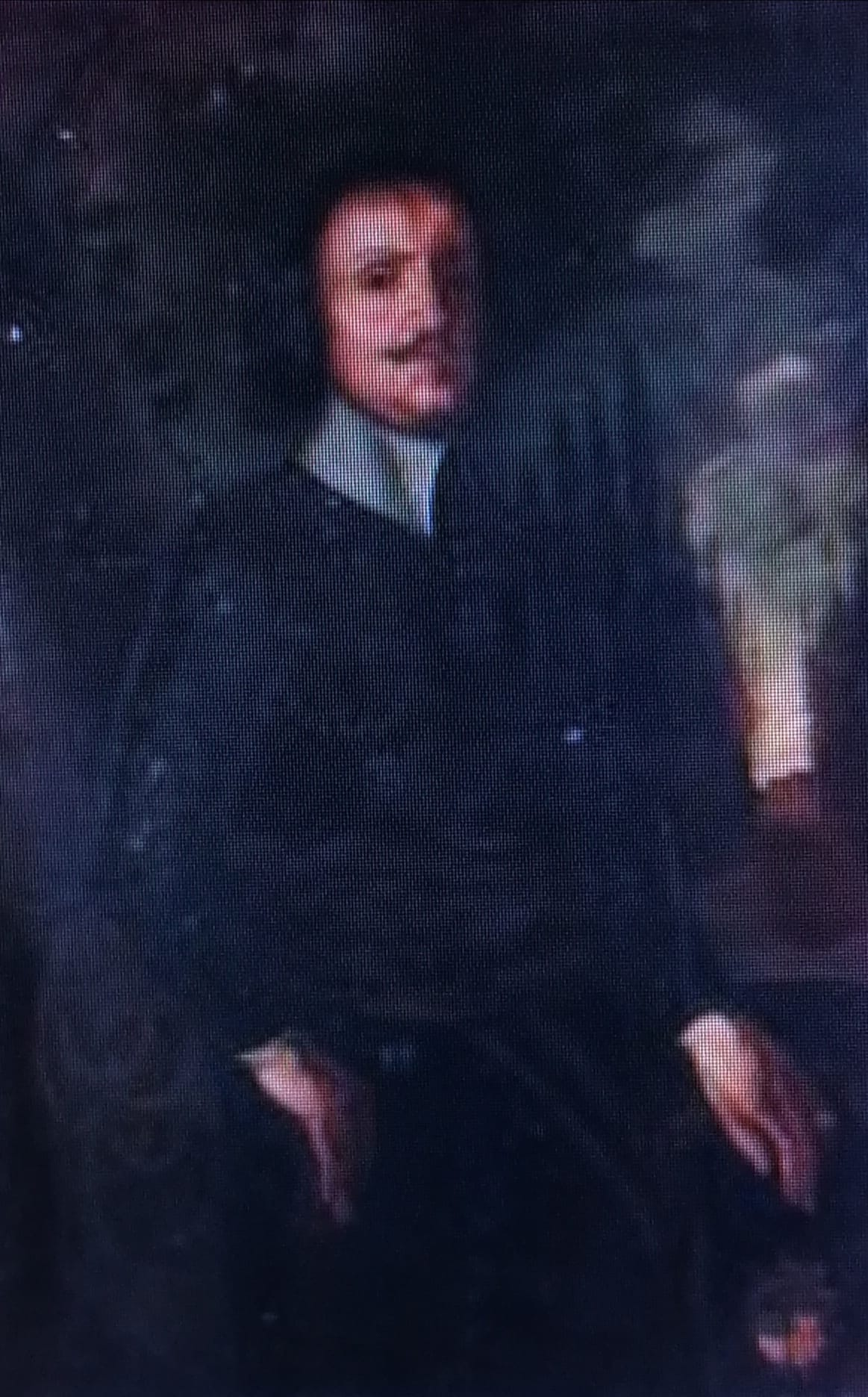
Ölgemälde Hermann von Hatzfeldts

Graf Hermann von Hatzfeldt und Gleichen (* 12. Juli 1603 Crottorf im Westerwald; † 23. Oktober 1673 Rothenburg ob der Tauber) war ein Graf aus dem Adelsgeschlecht der Hatzfeld. Ursprünglich ein Obrist in der Armee seines Bruders Melchior von Hatzfeldt, hatte er später das Amt eines Reichshofrats inne.

## Familie
Ebenso wie sein Bruder Melchior gehörte auch Hermann zu der Hochadligen Familie der Hatzfeldts, die seit dem 13. Jahrhundert nachweisbar in Hessen ansässig waren. Er war einer der fünf Söhne von Sebastian von Hatzfeldt und seiner Ehefrau Lucie von Sickingen, einer Urenkelin Franz von Sickingens und Enkelin Georg von Fundsbergs.
Hermann war verheiratet mit Maria Katharina, Freiin von Dalberg. Das Ehepaar hatte 9 Kinder.

## Laufbahn
Hermann diente als Soldat in kaiserlichen Diensten in der Armee seines Bruders und stieg dort bis zum Obrist auf. Mit dem Erwerb der ehemaligen rosenbergischen Herrschaften in Franken im Jahr 1636 schied Hermann aus dem Heer Melchiors aus, um die Betreuung der hatzfeldischen Besitzungen zu übernehmen. Er residierte im Schloss Haltenbergstetten und war für 30 Jahre Nachbar und Ansprechpartner der Stadt Rothenburg. Er pflegte stets gute Verbindungen zu seinen Nachbarstaaten, vor allem zu der Stadt Rothenburg.
1639 wurden Hermann und Melchior nach dem Heimfall der thüringischen Grafschaft Gleichen, dessen letzter Graf 1631 gestorben war, an das Erzstift Mainz von diesem mit der Burg Gleichen und der zugehörigen Herrschaft belehnt. Dazu gehörten auch Blankenhain und die Niederburg Kranichfeld. 1642 schloss Hermann einen Vertrag über die Verpfändung von Oberstetten zugunsten der Stadt Rothenburg. Dieser gute Umgang miteinander vertiefte sich und blieb über seinen Tod hinaus weiterhin bestehen.
Ab dem 14. Juli 1653 war er Reichshofrat unter Kaiser Ferdinand III. Hermann erbte durch den Tod seines Bruders im Januar 1658 großen Reichtum, wobei er äußerst sparsam und umsichtig damit umging. Zusätzlich galt er als äußerst sorgsam, welches aus den gräfischen „Instruktionen“ aus dem Jahre 1661 und 1662 hervorging, wo dieser dort geradezu pedantisch jede Einzelheit der Frondienste, der Zehnte, die Behandlung und Ernte des Getreides sowie die Lagerung und Verwertung des Obstes aus den herrschaftlichen Gärten, aufführte.

## Tod seines Bruders
Als Melchior 1657 erneut als Generalfeldmarschall ins kaiserliche Heer einzog zur Unterstützung des polnischen Königs Johann II. Kasimir gegen Karl Gustav von Schweden, vertraute er Hermann sein angefangenes Grabmal aus Alabaster an, welches von Achilles Kern errichtet wurde. Nach dem Tod seines Bruders im Januar 1658 kümmerte Hermann sich um eine angemessene Bestattung. Er ließ den Leib des Feldmarschalls einbalsamieren und in einem zinnernen Sarg verschließen, den die Breslauer Zinngießer für 186 Reichstaler angefertigt hatten. Melchior wurde ein Vierteljahr später zunächst in der Pfarrkirche von Trachenberg beigesetzt. Als endgültige Ruhestätte hingegen ließ Hermann, entsprechend dem Wunsch seines verstorbenen Bruders, eine besondere Kapelle an der Stadtpfarrkirche in Prausnitz, einem kleinen Städtchen innerhalb der Herrschaft Trachenberg, errichten. Das Herz des Feldmarschalls ließ Hermann im Grabmal aus Alabaster einschließen. Im Januar 1663 ließ Hermann eine fast identische Gruft von demselben Künstler in Prausitz anlegen. Im Jahre 1667 wurde diese fertiggestellt und die sterblichen Überreste Melchiors dorthin überführt.
Mit dem Tod seines Bruders bahnte sich ein Familienstreit an; Hermanns Töchter Lucia und Maria Eleonore verlangten 12.000 Gulden, wovon die Stadt Rothenburg einen Teil in Raten davon abbezahlen musste. Darüber hinaus stellten die beiden Schwestern eine Aussteuer an Hermann, der wiederum von der Stadt Rothenburg erwartete ihn diesbezüglich zu unterstützen: [„wenn andere fit suchten mich zu pressen, so wollte ich gern ein mehreres Einsehen haben“]. Zeitlebens hatte er familiäre Probleme mit seinen Söhnen, die laut ihm einen zu verschwenderischen Lebensstil führten. Auch mit seiner Frau hatte er wenig Gemeinsamkeiten und verstand sich nicht mit ihr.
1673 starb Hermann im Alter von 70 Jahren.

## Ehe
1634 heiratete er Maria Katharina, Freiin von Dalberg, die aus dem Rheinland stammte. Zusammen hatten sie insgesamt neun Kinder:
- Marie Eleonora zu Hatzfeld-Gleichen († 1667); Heirat 1658 mit Graf Ludwig Gustav von Hohenlohe-Schillingsfürst.[4]
- Lucia Maria Eleonora zu Hatzfeld-Gleichen (* 1634; †1716); Heirat 1658 mit Graf Christian von Hohenlohe-Bartenstein.[5][2][4]
- Franz von Hatzfeld-Gleichen (* 1638; † 1685); Domherr in Würzburg, Mainz, Trier[6]
- Melchior von Hatzfeld-Gleichen († 1658); fiel als Soldat bei Gent[6]
- Heinrich von Gleichen und Hatzfeldt († 1683); Heirat 1670 mit Catharina Elisabeth von Schönborn[4]
- Catharina von Hatzfeldt-Gleichen († 1690); unverheiratet[6]
- Maria Elisabeth Walburga von Hatzfeldt-Gleichen († 1706); Heirat 1666 mit Freiherr Franz Felix Karl von Hunolstein[4]
- Maria Anna von Hatzfeldt-Gleichen († 1679); verheiratet mit Philipp Adam von Elckerhausen gen. Klüppel[6]
- Johann Sebastian von Hatzfeldt und Gleichen zu Wildenburg (* 1654; † 1696); Heirat 1685 mit Anna Maria Ursula von Kesselstatt[4]